# Lidija Konstaninowna Wassilewskaja
Lidija Konstantinowna Wassilewskaja (russisch Лидия Константиновна Василевская, wiss. Transliteration Lidija Konstantinovna Vasilevskaja; * 1. April 1973) ist eine russische Marathonläuferin.
2001 wurde sie Vierte beim Twin Cities Marathon. Im Jahr darauf siegte sie beim Enschede-Marathon und beim Dublin-Marathon. 2003 wurde sie Siebte beim Los-Angeles-Marathon, 2004 gewann sie den Ruhrmarathon und wurde Dritte beim Brüssel-Marathon. 2005 wurde sie Zweite beim Ruhrmarathon und siegte beim Ottawa-Marathon. Einem fünften Platz beim Houston-Marathon 2006 folgte 2008 ein vierter Platz beim Ljubljana-Marathon.

## Persönliche Bestzeiten
- 3000 m: 9:02,62 min, 11. Juli 2000, Moskau
- 5000 m: 15:29,13 min, 5. Juni 1995, Moskau
- 10.000 m: 32:02,86 min, 26. Juli 2000, Tula
- Halbmarathon: 1:10:23 h, 30. Juli 2000, Selenograd
- Marathon: 2:29:24 h, 26. Juni 2002, Enschede